# Lisa McShea
Lisa McShea (née le 29 octobre 1974 à Redcliffe) est une joueuse de tennis australienne, professionnelle de janvier 1996 à 2006.
Au cours de sa carrière, elle a remporté quatre tournois WTA en double.

## Palmarès

### Titres en double dames
| No | Date       | Nom et lieu du tournoi                  | Catégorie | Dotation  | Surface      | Partenaire       | Finalistes                          | Score          |          |
| -- | ---------- | --------------------------------------- | --------- | --------- | ------------ | ---------------- | ----------------------------------- | -------------- | -------- |
| 1  | 12/06/2000 | DFS Classic Birmingham                  | Tier III  | 170 000 $ | Gazon (ext.) | Rachel McQuillan | Cara Black Irina Selyutina          | 6-3, 7-65      | Parcours |
| 2  | 01/03/2004 | Abierto Mexicano Movistar Acapulco      | Tier III  | 170 000 $ | Terre (ext.) | Milagros Sequera | Olga Blahotova Gabriela Navrátilová | 2-6, 7-65, 6-4 | Parcours |
| 3  | 17/05/2004 | Internationaux de Strasbourg Strasbourg | Tier III  | 170 000 $ | Terre (ext.) | Milagros Sequera | Tina Križan Katarina Srebotnik      | 6-4, 6-1       | Parcours |
| 4  | 14/06/2004 | Ordina Open Bois-le-Duc                 | Tier III  | 170 000 $ | Gazon (ext.) | Milagros Sequera | Jelena Kostanić Claudine Schaul     | 7-6, 6-3       | Parcours |

### Finales en double dames
| No | Date       | Nom et lieu du tournoi            | Catégorie | Dotation  | Surface      | Vainqueures                     | Partenaire       | Score     |          |
| -- | ---------- | --------------------------------- | --------- | --------- | ------------ | ------------------------------- | ---------------- | --------- | -------- |
| 1  | 12/01/2004 | Canberra Women’s Classic Canberra | Tier V    | 110 000 $ | Dur (ext.)   | Jelena Kostanić Claudine Schaul | Caroline Dhenin  | 6-4, 7-63 | Parcours |
| 2  | 07/06/2004 | DFS Classic Birmingham            | Tier III  | 170 000 $ | Gazon (ext.) | Maria Kirilenko Maria Sharapova | Milagros Sequera | 6-2, 6-1  | Parcours |

## Parcours en Grand Chelem

### En simple dames
| Année | Open d'Australie | Open d'Australie   | Internationaux de France | Internationaux de France | Wimbledon | Wimbledon | US Open         | US Open           |
| ----- | ---------------- | ------------------ | ------------------------ | ------------------------ | --------- | --------- | --------------- | ----------------- |
| 1994  | 1er tour (1/64)  | Yone Kamio         | -                        | -                        | -         | -         | -               | -                 |
| 1999  | -                | -                  | -                        | -                        | -         | -         | 1er tour (1/64) | Anastasia Myskina |
| 2000  | 1er tour (1/64)  | Miroslava Vavrinec | -                        | -                        | -         | -         | -               | -                 |

À droite du résultat, l’ultime adversaire.

### En double dames
| Année | Open d'Australie              | Open d'Australie             | Internationaux de France     | Internationaux de France   | Wimbledon                    | Wimbledon                  | US Open                      | US Open                    |
| ----- | ----------------------------- | ---------------------------- | ---------------------------- | -------------------------- | ---------------------------- | -------------------------- | ---------------------------- | -------------------------- |
| 1994  | 1er tour (1/32) Maija Avotins | S. Appelmans R. Zrubáková    | -                            | -                          | -                            | -                          | -                            | -                          |
| 1996  | 1er tour (1/32) T. Musgrave   | A. Dechaume S. Testud        | -                            | -                          | -                            | -                          | -                            | -                          |
| 1997  | 1er tour (1/32) Joanne Limmer | V. Ruano Paola Suárez        | -                            | -                          | -                            | -                          | 2e tour (1/16) A. Wainwright | Yayuk Basuki Caroline Vis  |
| 1998  | 2e tour (1/16) De Villiers    | S. Reeves Meilen Tu          | 1er tour (1/32) De Villiers  | Laura Golarsa Mercedes Paz | 2e tour (1/16) De Villiers   | Lisa Raymond Rennae Stubbs | 1er tour (1/32) De Villiers  | K. Habšudová T. Tanasugarn |
| 1999  | 2e tour (1/16) Rika Hiraki    | Yayuk Basuki A. Mauresmo     | 1er tour (1/32) A. Ellwood   | A. Olsza L. Osterloh       | 1er tour (1/32) A. Ellwood   | Cara Black I. Selyutina    | 1er tour (1/32) R. McQuillan | A. Dechaume Émilie Loit    |
| 2000  | 1er tour (1/32) R. McQuillan  | C. Martínez P. Tarabini      | 2e tour (1/16) R. McQuillan  | Liezel Huber L. Montalvo   | 1er tour (1/32) R. McQuillan | Anke Huber B. Schett       | 1er tour (1/32) R. McQuillan | Magüi Serna Shaughnessy    |
| 2001  | 3e tour (1/8) R. McQuillan    | A. Fusai Rita Grande         | 1er tour (1/32) R. McQuillan | Els Callens Shaughnessy    | 1/4 de finale R. McQuillan   | Kim Clijsters Ai Sugiyama  | 1er tour (1/32) Nana Miyagi  | S. Testud Roberta Vinci    |
| 2002  | 1er tour (1/32) R. McQuillan  | M. J. Martínez Anabel Medina | 1er tour (1/32) R. McQuillan | T. Tanasugarn Vanessa Webb | 1er tour (1/32) R. McQuillan | C. Dhenin Émilie Loit      | 1er tour (1/32) R. McQuillan | Janet Lee W. Prakusya      |
| 2003  | 1er tour (1/32) I. Selyutina  | D. Hantuchová Shaughnessy    | 1er tour (1/32) I. Selyutina | C. Barclay R. McQuillan    | 1er tour (1/32) I. Selyutina | L. Davenport Lisa Raymond  | 3e tour (1/8) T. Musgrave    | María Vento A. Widjaja     |
| 2004  | 2e tour (1/16) C. Dhenin      | María Vento A. Widjaja       | 2e tour (1/16) M. Sequera    | J. Husárová C. Martínez    | 1er tour (1/32) M. Sequera   | W. Prakusya T. Tanasugarn  | 2e tour (1/16) C. Morariu    | V. Ruano Paola Suárez      |
| 2005  | 1er tour (1/32) Els Callens   | Gisela Dulko María Vento     | 1er tour (1/32) Lindsay Lee  | S. Asagoe K. Srebotnik     | 3e tour (1/8) A. Spears      | S. Kuznetsova A. Mauresmo  | 1er tour (1/32) A. Spears    | Cara Black Rennae Stubbs   |
| 2006  | 1er tour (1/32) B. Stewart    | M. Adamczak Horiatopoulos    | -                            | -                          | -                            | -                          | -                            | -                          |

Sous le résultat, la partenaire ; à droite, l’ultime équipe adverse.

### En double mixte
| Année | Open d'Australie             | Open d'Australie           | Internationaux de France    | Internationaux de France | Wimbledon                     | Wimbledon                 | US Open                 | US Open                     |
| ----- | ---------------------------- | -------------------------- | --------------------------- | ------------------------ | ----------------------------- | ------------------------- | ----------------------- | --------------------------- |
| 1998  | -                            | -                          | -                           | -                        | 2e tour (1/16) Mark Keil      | Olga Lugina A. Olhovskiy  | -                       | -                           |
| 1999  | 2e tour (1/8) T. Woodbridge  | Els Callens Chris Haggard  | 1er tour (1/32) Mark Keil   | De Villiers G. Stafford  | 1/4 de finale Bob Bryan       | Lisa Raymond Leander Paes | -                       | -                           |
| 2000  | -                            | -                          | -                           | -                        | 1er tour (1/32) Bob Bryan     | D. Monami Tom Vanhoudt    | -                       | -                           |
| 2001  | 2e tour (1/8) Scott Draper   | Nicole Arendt Mark Knowles | -                           | -                        | 1/4 de finale Bob Bryan       | Likhovtseva M. Bhupathi   | -                       | -                           |
| 2002  | 1er tour (1/16) Scott Draper | Dája Bedáňová Jiří Novák   | -                           | -                        | 2e tour (1/16) Rick Leach     | Liezel Huber Mike Bryan   | -                       | -                           |
| 2003  | 1er tour (1/16) Scott Draper | Navrátilová Leander Paes   | -                           | -                        | 1er tour (1/32) Mark Merklein | Tulyaganova N. Zimonjić   | -                       | -                           |
| 2004  | 1er tour (1/16) Rick Leach   | M. Casanova Cyril Suk      | 1er tour (1/16) Jordan Kerr | S. Beltrame M. Llodra    | 3e tour (1/8) Pavel Vízner    | L. Davenport Bob Bryan    | 2e tour (1/8) Cyril Suk | Rennae Stubbs Daniel Nestor |
| 2005  | 1er tour (1/16) Cyril Suk    | Likhovtseva N. Zimonjić    | -                           | -                        | 1er tour (1/32) Gastón Etlis  | Sania Mirza Simon Aspelin | -                       | -                           |
| 2006  | 1er tour (1/16) Marc Kimmich | A.-L. Grönefeld F. Čermák  | -                           | -                        | -                             | -                         | -                       | -                           |

Sous le résultat, le partenaire ; à droite, l’ultime équipe adverse.

## Parcours en Fed Cup
| #                                                                 | Date       | Lieu     | Surface    | Gagnante(s)                   | Perdante(s)                           | Score         |          |
|                                                                   |            |          |            |                               |                                       |               |          |
| 2004 - Barrage (groupe mondial I) - Thaïlande - Australie - 3 : 2 |            |          |            |                               |                                       |               |          |
| 1                                                                 | 10/07/2004 | Bangkapi | Dur (int.) | Lisa McShea Christina Wheeler | Montinee Tangphong Napaporn Tongsalee | 4-6, 6-3, 7-5 | Parcours |

## Classements WTA en fin de saison

### En simple
| Année | 1991 | 1992 | 1993 | 1994 | 1996 | 1997 | 1998 | 1999 | 2000 | 2001 | 2002 | 2003 | 2004 |
| Rang  | 540  | 530  | 335  | 447  | 263  | 318  | 195  | 174  | 155  | 231  | 327  | 317  | 1072 |

Source : (en) « Classements de Lisa McShea », sur le site officiel du WTA Tour

### En double
| Année | 1991 | 1992 | 1993 | 1994 | 1996 | 1997 | 1998 | 1999 | 2000 | 2001 | 2002 | 2003 | 2004 | 2005 | 2006 |
| Rang  | 629  | 341  | 241  | 395  | 129  | 84   | 85   | 99   | 62   | 62   | 121  | 92   | 33   | 73   | 482  |

Source : (en) « Classements de Lisa McShea », sur le site officiel du WTA Tour